# 근육 주사

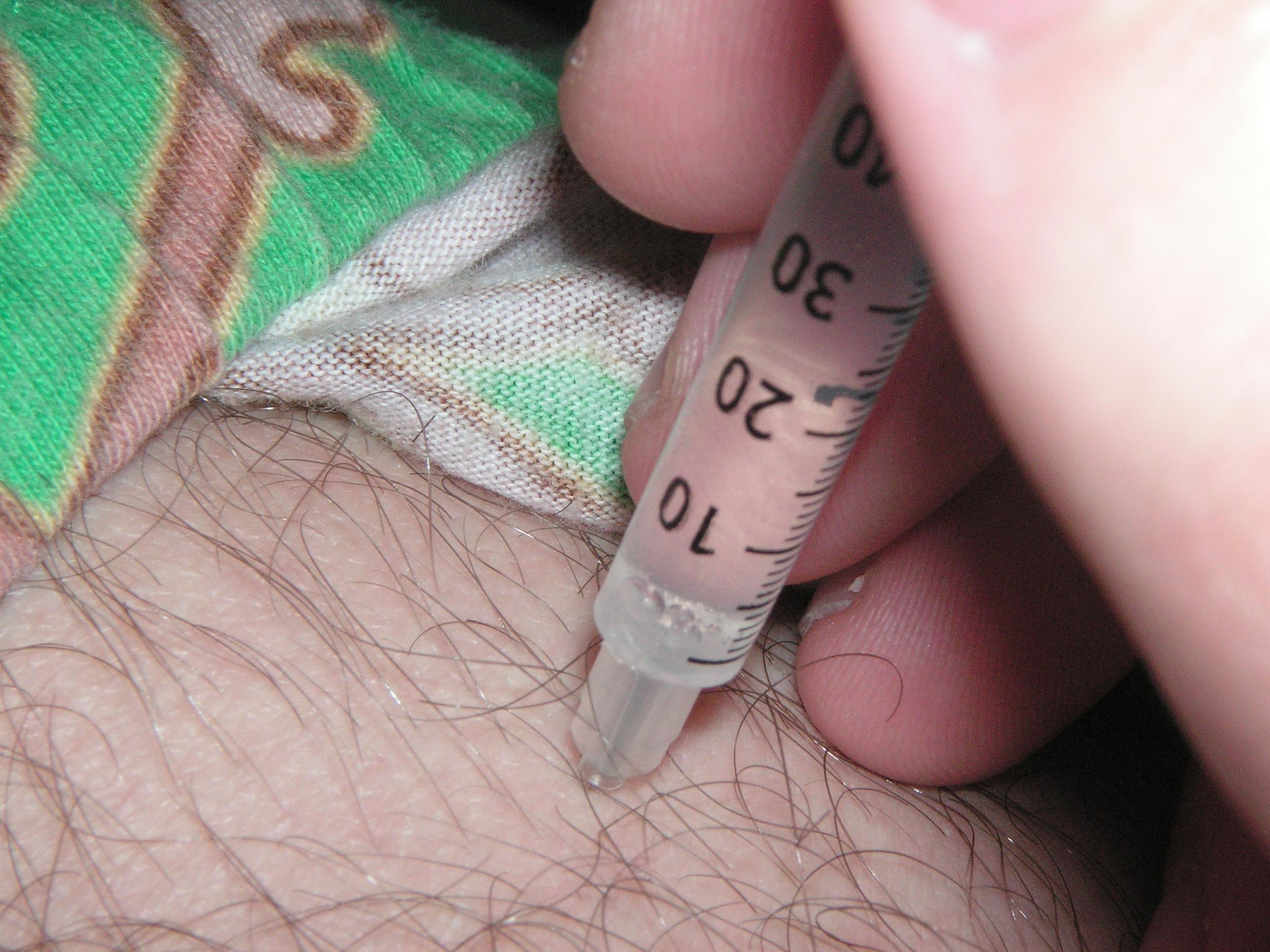
다리에 놓는 근육 주사

근육 주사(筋肉注射, 영어: intramuscular injection)는 근육에 놓는 주사를 말한다. 의학에서 근육주사는 약제를 투여하는 여러 방법 중 하나이며, 적은 양을 투여하는 약제에 사용된다. 약제는 화학적 성질에 따라, 빨리 흡수되기도, 천천히 흡수되기도 한다. 근육 주사는 종종 삼각근, 외측광근, 측둔근, 배둔근에 놓는다.

## 문제 및 반론
둔근이 사용되었으면, 주사는 좌골신경의 손상을 피하기 위해 엉덩이의 윗쪽, 바깥쪽 사분면에 놓아야 한다. 주사를 너무 자주 놓거나 부적절한 방법으로 놓으면 주사 섬유증이 생길 수 있다.
혈소판 감소와 응혈이상은 근육 주사의 사용금지사유가 되는데, 이는 혈종을 초래할 수 있기 때문이다.

## 용례
종종 근육 주사로 투여되는 약제의 예를 들면 다음과 같다.
- 코데인
- 모르핀
- 메토트렉세이트
- 메토클로프라미드
- 올란자핀
- 스트렙토마이신
- 다이아제팜
- 프레드니손
- 페니실린
- 인터페론β-1a
- 테스토스테론, 에스트라디올 발레르산염, 데포-프로베라와 같은 성 호로몬
- 디메르카프롤
- 케타민
- 루프론
- 낼럭손
- 글루콘산염 형태의 퀴닌
- '코발라민'으로도 알려진 비타민 B12

추가로, 일부 백신은 근육 주사로 투여된다.
- 가다실
- A형 간염 백신
- 광견병 백신
- 비활성화된 바이러스에 기초한 인플루엔자 백신은 종종 근육 주사로 투여된다.

혈소판 농축 혈장 주사도 근육 주사로 투여될 수 있다.

## 같이 보기
- 정맥 주사
- 경구 투여